# Agama skalna
Agama skalna (Agama planiceps) – gatunek gada z rodziny agamowatych (Agamidae).

## Występowanie
Południowo-zachodnia Afryka – Angola i Namibia.

## Cechy morfologiczne
Samce mają karminowoczerwoną głowę i szyję oraz ogon, reszta ciała jest jednolicie granatowa z zielonym, metalicznym połyskiem. Samice są ubarwione skromniej, z przewagą brązowego.

## Biologia i ekologia
Żyje gromadnie na granitowych skałach.